# غريغوريو كورتيز
غريغوريو كورتيز (بالإسبانية: Gregorio Cortez)‏ هو عسكري مكسيكي، ولد في 22 يونيو 1875 في ماتاموروس في المكسيك، وتوفي في 28 فبراير 1916 في نويفو لاريدو في المكسيك بسبب ذات الرئة.